# Аррацу
Аррацу, Аррасуа (баск. Arratzu (офіційна назва), ісп. Arrazua) — муніципалітет в Іспанії, у складі автономної спільноти Країна Басків, у провінції Біская. Населення — 375 осіб (2009).
Муніципалітет розташований на відстані близько 330 км на північ від Мадрида, 23 км на схід від Більбао.
На території муніципалітету розташовані такі населені пункти: (дані про населення за 2009 рік)
- Барроета: 22 особи
- Баррутія: 45 осіб
- Елейсальде: 27 осіб
- Горосіка: 38 осіб
- Лойола: 88 осіб
- Монте: 4 осіб
- Уарка: 55 осіб
- Сабала-Белендіс: 58 осіб
- Субіате: 38 осіб

## Демографія
Динаміка населення (INE ):

## Галерея зображень

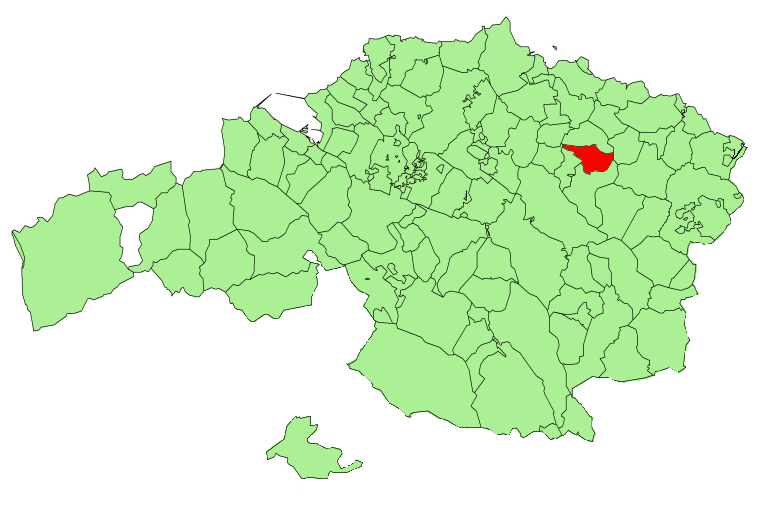
Розташування муніципалітету